# 努尔拉·阿尤甫
努尔拉·阿尤甫（1954年—），新疆阿图什人，维吾尔族，中华人民共和国政治人物、第十一届全国人民代表大会新疆地区代表。
毕业于新疆维吾尔自治区党委党校法律专业，是中共党员。担任新疆维吾尔自治区喀什市公安局政委。2008年起担任全国人大代表。